# Jackie Collins
Jackie Collins, właśc. Jacqueline Jill Collins (ur. 4 października 1937 w Londynie, zm. 19 września 2015 w Los Angeles) – brytyjska pisarka, głównie powieści sensacyjno-obyczajowych.

## Życiorys

### Wczesne lata
Urodziła się w dzielnicy w północnym Londynie – Hampstead. Jej matka Elsa (z domu Bessant) – nauczycielka tańca, poświęciła się domowi. Ojciec Joseph William Collins (zm. 1988) był agentem teatralnym, a jego klientami byli m.in.: Shirley Bassey, The Beatles i Tom Jones. Jej starsza siostra Joan Collins (ur. 1933) to światowej sławy aktorka, a młodszy brat William "Bill" Collins (ur. 1946) zajmował się nieruchomościami.
Miała 15 lat, gdy opuściła rodzinny dom. Pojechała do siostry, Joan, która odnosiła już sukcesy w Hollywood.

### Kariera
Zasłynęła powieściami ze świata Hollywood, których akcja toczy się w świecie ludzi bogatych i sławnych. Przełożone na 40 języków, ukazały się w wielomilionowych nakładach. Wiele z nich doczekało się ekranizacji, jak choćby Ogier (The Stud, 1978) o upadku londyńskiego bawidamka, Dziwka (The Bitch, 1979) z Joan Collins, Wczorajszy bohater (Yesterday's Hero, 1979) z Ianem McShane’em, Suzanne Somers, Glynis Barber i Emmą Samms, Żony Hollywoodu (Hollywood Wives, 1985) z Angie Dickinson, Anthonym Hopkinsem, Candice Bergen, Stefanie Powers, Suzanne Somers i Mary Crosby, Uśmiechy losu (Lucky Chances, 1990) z Vincentem Irizarrym, Michaelem Naderem, Stephanie Beacham i Sandrą Bullock, Lady Boss (1992) z Jackiem Scalią i Żony Hollywoodu: Nowe pokolenie (Hollywood Wives: The New Generation, 2003) z Farrah Fawcett, Melissą Gilbert i Jackiem Scalią.

## Życie prywatne
Wyszła za mąż w 1954, kiedy miała zaledwie 17 lat. Jej pierwszy mąż Wallace Austin zmarł po przedawkowaniu narkotyków w 1963 roku. Jej drugie małżeństwo ze starszym o 18 lat Oscarem Lermanem (ur. 7 września 1919) – właścicielem modnej dyskoteki w Londynie, przetrwało aż 26 lat; od 1966 do jego śmierci, gdy 2 marca 1992 roku zmarł na raka. Ma trzy córki: Tracy, Tiffany i Rory.
Trzeci nieformalny związek z Frankiem Calcagnini, biznesmenem z Los Angeles, trwał sześć lat od maja 1993. Mieli się pobrać, ale w 1998 cztery miesiące przed ślubem Calcagnini zmarł na raka.
19 września 2015 w Los Angeles w Kalifornii zmarła na raka piersi w wieku 77 lat. O jej śmierci poinformowała rodzina w Los Angeles.